# Дадли, Джозеф
Джозеф Дадли (англ. Joseph Dudley; 23 сентября 1647 — 2 апреля 1720) — английский колониальный чиновник в Северной Америке. Уроженец Роксбери, штат Массачусетс, и сын одного из его основателей, Дадли играл ведущую роль в администрации доминиона Новая Англия, уничтоженного после Бостонского восстания 1689 года, и некоторое время служил в совете Провинции Нью-Йорк. В Нью-Йорке он председательствовал на суде, судившем Джейкоба Лейслера, руководителя восстания Лейслера. В 1690-х годах он на протяжении восьми лет занимал должность вице-губернатора острова Уайт, в том числе один год был членом парламента. В 1702 году он был назначен губернатором провинций Массачусетс-Бэй и Нью-Гэмпшир — должность, которые он занимал до 1715 года.
Его правление в Массачусетсе характеризовалось враждебностью и напряжённостью; его политические противники выступали против его попыток получать регулярную заработную плату, а также регулярно подавали жалобы о его официальных и частных мероприятиях. Большая часть его пребывания в должности пришлась на Войну королевы Анны, в ходе которой две провинции оказались на линии фронта с Новой Францией и пострадали от ряда крупных и мелких набегов французов и союзных им индейцев. Он организовал неудачную попытку захватить Акадию, столицу Порт-Рояля, в 1707 году, возглавил силы провинциального ополчения для её успешного захвата в 1710 году и руководил неудачной экспедицией против Квебека в 1711 году.
Правление Дадли в качестве губернатора приводится как пример враждебности со стороны губернаторов по отношению к королевской системе управления в Массачусетсе, чаще всего относительно вопросу о заработной плате королевских чиновников. Колониальное законодательство постоянно подвергало сомнению или оспаривало прерогативы губернатора. В то время как эта враждебность затронула большинство губернаторов Массачусетса до Войны за независимость и конец британского правления, его правление в Нью-Гемпшире был сравнительно мягким.